# The Warriors (Computerspiel)
The Warriors ist ein von Rockstar Toronto entwickeltes Videospiel, welches im Oktober 2005 für PlayStation 2 und Xbox veröffentlicht wurde. Die PlayStation-Portable-Umsetzung erschien im Februar 2007. Es basiert auf dem US-amerikanischen Film Die Warriors von 1979.
In Deutschland ist das Spiel nie erschienen, da die USK Bedenken aussprach, dem Spiel eine Kennzeichnung geben zu können. Weil Rockstar Games das Spiel nicht extra kürzen wollte, entschied man sich, das Spiel, trotz vorangegangenem PR- und Werbeaufwand, nicht in Deutschland zu veröffentlichen. In Österreich und der Schweiz ist das Spiel allerdings erhältlich, 2016 erschienen auf 1080p hochskalierte Versionen für die PlayStation 3 und PlayStation 4.
Das Spiel gilt in Fachkreisen als eine der besten Filmumsetzungen überhaupt.

## Handlung
Wie im Film geht es um die Gang The Warriors, welche fälschlicherweise beschuldigt wird, den Anführer der Riffs, Cyrus, bei einer Versammlung aller New Yorker Banden getötet zu haben. Die Warriors werden nun von allen Gangs quer durch die Stadt gejagt. Das nimmt aber nur etwa das letzte Drittel der Handlung des Spiels ein. Davor übernimmt der Spieler in jeder der 23 Hauptmissionen die Steuerung von jeweils einem der neun verschiedenen Charaktere. Der Spieler muss dann entweder in einer größeren Gruppe oder nur zu zweit Aufgaben in den verschiedenen Ganggebieten erledigen. Zum Beispiel Schutzgeld von Ladenbesitzern einfordern, gefangen genommene Warriors befreien, Graffiti feindlicher Gangs mit den eigenen Tags übersprühen oder Anführer anderer Gangs töten. Die Schauplätze der einzelnen Missionen sind sehr abwechslungsreich, da jedes Territorium der verschiedenen Gangs unterschiedlich aussieht.
Der Spielverlauf der einzelnen Missionen ist sehr frei aufgebaut und der Spieler kann eine Aufgabe auf verschiedene Arten lösen: einfach über die Hauptstraße rennen, um ans Ziel zu gelangen, wodurch aber feindliche Gangs oder die Polizei auf einen aufmerksam werden können. Oder als Alternative: versteckt durch Hinterhöfe und über Dächer durch die Stadt schleichen. Alle Missionen können alleine oder auch mit einem zweiten Spieler erledigt werden. Der Bildschirm ist im Zweispielermodus geteilt (Split Screen). Sind beide Spielfiguren aber nahe genug beisammen, so sind beide auf dem kompletten Bildschirm zu sehen. Das Spiel bietet auch Bestandteile aus Strategiespielen, so kann der Spieler den computergesteuerten Komplizen Anweisungen geben, wie: verteilen, alle zusammen, angreifen und ähnliche. Neben den Hauptmissionen bietet das Spiel auch Minispiele, die alleine oder zu zweit gespielt werden können:
- 1on1 (einer gegen einen: 1P, VS)
- War Party (zwei Gangs à fünf Mann gegeneinander: 1P, COOP, VS)
- Army-Ing (zwei Gangs à neun Mann gegeneinander: 1P, COOP, VS)
- Survival (einer gegen unendlich viele Gegner, wer überlebt am längsten?: 1P, VS)
- Have Mercy (Capture the Flag Variante: VS)
- Burner Battle (Graffiti-Wettbewerb: 1P, VS)
- Battle Royal (zwei Gangs ringen gegeneinander auf einem Hochhausdach: 1P, COOP, VS)
- Wheels of Steel (Rollstuhlrennen: 1P, VS)

1P = Einzelspieler gegen CPU; COOP = Zweispieler gegen CPU; VS = Zwei Spieler gegeneinander

## Rezeption
- Rockstar hat es geschafft, den Geist der guten alten Straßenprüglern in ein neues, modernes und abwechslungsreiches Gewand zu stecken.[3]